# 포마크인

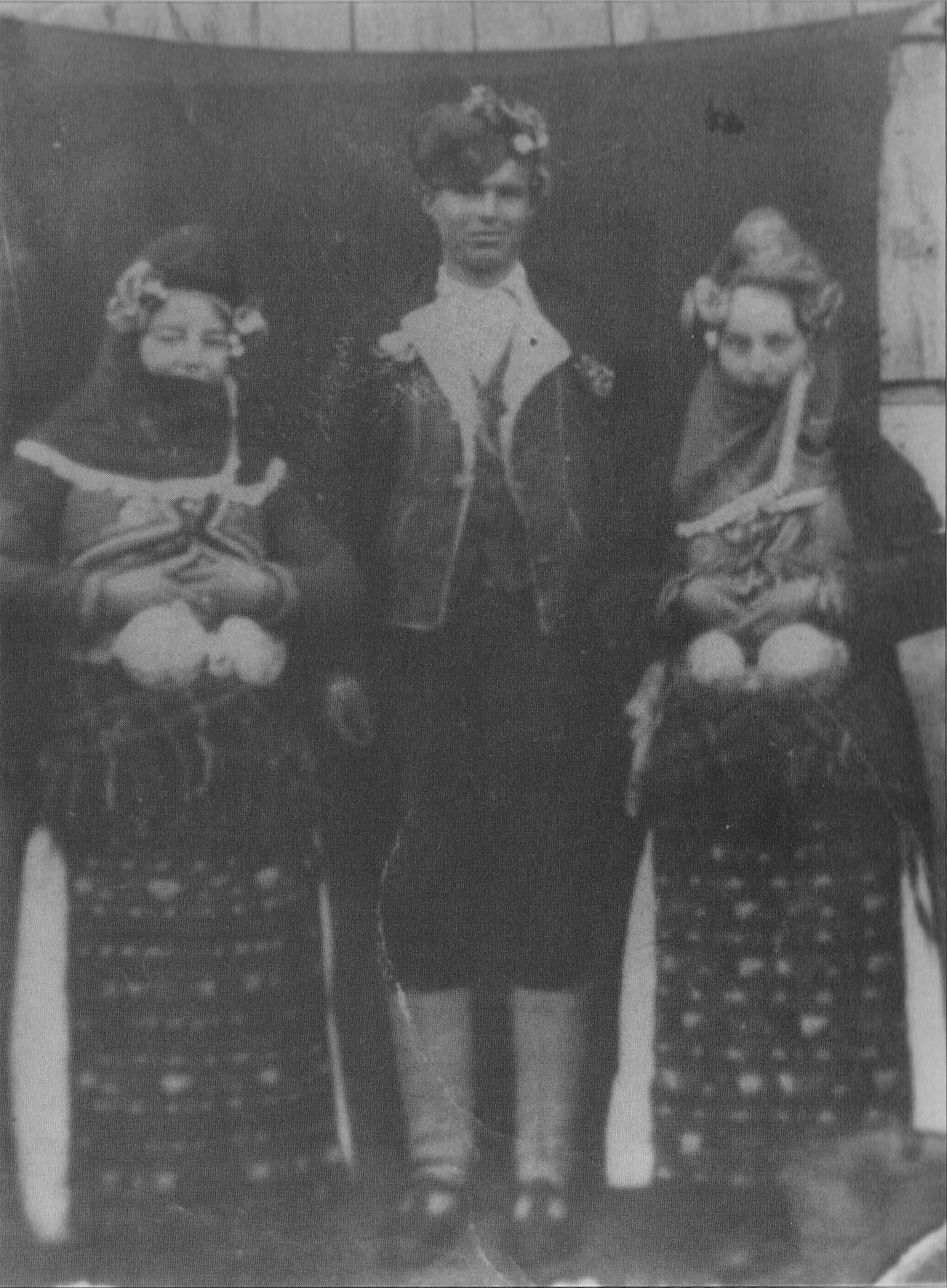
20세기 초의 포마크인 남녀

포마크인(불가리아어: Помаци, 마케도니아어: Помаци, 그리스어: Πομάκοι, 튀르키예어: Pomaklar)은 불가리아어를 구사하면서 이슬람교를 따르는 발칸반도의 민족종교집단으로, 인구는 불가리아, 튀르키예 북서부, 그리스 북동부에 걸쳐 분포한다. 오늘날 대다수의 포마크인 인구는 튀르키예에 거주하고 있는데, 이들은 과거 불가리아에서 일어난 민족학살을 피해 무하지르로서 피난한 인구이다. 이들이 사용하는 언어는 불가리아에서는 불가리아어의 방언 중 하나로 여겨지지만, 그리스와 터키의 포마크인들은 포마크어라는 독자적 언어를 선언하고 있다.
이들의 정체성은 명확하지 않으며 포마크인을 통일된 민족집단으로서 공인하고 있는 국가는 없다. 이들은 사람에 따라 불가리아인, 터키인, 포마크인, 무슬리마니 등 스스로의 정체성을 다양한 집단에 두고 있다. 정체성이 명확한 불가리아 내의 220,000명 가량의 인구는 무슬림 불가리아인이라는 이름으로 불가리아 정부에 의해 소수민족으로 공인되어 있다. 한편 포마크인이라는 명칭은 북마케도니아나 알바니아의 무슬림 슬라브족 인구 등 더 넓은 의미로도 사용되어 왔다. 이 용어는 많은 맥락에서 비속어나 멸칭으로 여겨질 수 있다.

## 같이 보기
- 포마크어
- 포마크 공화국
- 서트라키아 임시정부